# Kikoriki
Kikoriki (russisch Смешарики, Smeschariki) ist der Name einer russischen Zeichentrick-Fernsehserie des Senders STS. Die bisher 208 Folgen von jeweils sechseinhalb Minuten richten sich an die ganze Familie, vor allem aber an Kinder zwischen vier und neun Jahren. Die erste Folge erschien in Russland im Juli 2004. Eine englische Adaption unter dem Namen Gogoriki wird in den USA seit September 2008 gesendet. Eine deutsche Fassung wird seit dem 8. Dezember 2008 unter dem Namen Kikoriki ausgestrahlt.

## Inhalt

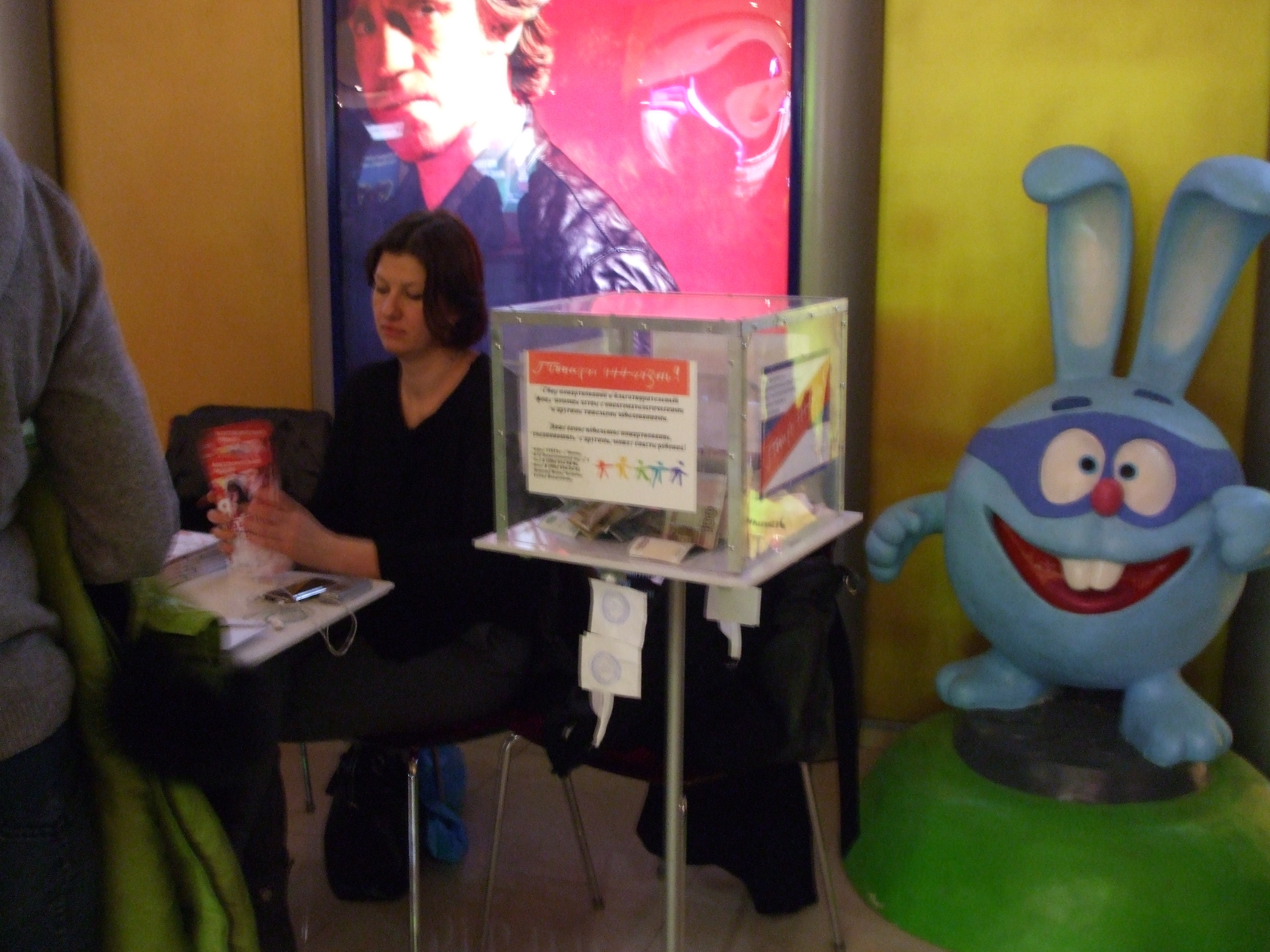
Krosch (Крош)

Die Hauptakteure der Serie, die elf (in manchen Serien mit dem Klon von Loschjasch 12) Smeschariki, sind in Kugelform stilisierte Tiere mit menschlichen Verhaltensweisen und Lebensgewohnheiten. Der Name Smeschariki (singular Smescharik) ist ein Kunstwort, hier konkret ein Kofferwort, welches auf russisch „смешные шарики“ (smeschnyje schariki, deutsch etwa „witzige Bälle“) zurückgeht.
Jeder Smescharik besitzt charakteristische Eigenheiten und individuelle Interessen, eigentlich ist keiner von ihnen böse. Die Handlung beruht (fast) nicht auf Konflikten zwischen den Smeschariki, sondern auf dem gemeinsamen Meistern äußerer Herausforderungen.
| Nr. | Russischer Name | transkribiert | Tierart      |
| --- | --------------- | ------------- | ------------ |
| 1.  | Крош            | Krosch        | Kaninchen    |
| 2.  | Нюша            | Njuscha       | Schwein      |
| 3.  | Бараш           | Barasch       | Bock         |
| 4.  | Ёжик            | Joschik       | Igel         |
| 5.  | Лосяш           | Lossjasch     | Elch         |
| 6.  | Копатыч         | Kopatytsch    | Bär          |
| 7.  | Кар-Карыч       | Kar-Karytsch  | Krähe        |
| 8.  | Совунья         | Sowunja       | Eule         |
| 9.  | Пин             | Pin           | Pinguin      |
| 10. | Биби            | Bibi          | Roboter-Kind |
| 11. | Степанида       | Stepanida     | Panda        |

## Episoden

### Staffel 1
| Deutsch# | Russisch# | Russischer Titel               | Deutscher Titel             | Deutsche Erstausstrahlung |
| -------- | --------- | ------------------------------ | --------------------------- | ------------------------- |
| 1        | 13        | Телеграф                       | Der Fernschreiber           | 8. Dezember 2008          |
| 2        | 11        | Рояль                          | Der Konzertflügel           | 8. Dezember 2008          |
| 3        | 20        | Гольф                          | Der Golfschüler             | 9. Dezember 2008          |
| 4        | 1         | Скамейка                       | Die Bank                    | 9. Dezember 2008          |
| 5        | 34        | Что нужно всем?                | Das Sonderangebot           | 10. Dezember 2008         |
| 6        | 30        | Большие гонки                  | Das große Rennen            | 10. Dezember 2008         |
| 7        | 49        | Мыльная опера                  | Die Seifenoper              | 11. Dezember 2008         |
| 8        | 54        | Прощай, Бараш!                 | Fluffs große Reise          | 11. Dezember 2008         |
| 9        | 76        | Маскарад                       | Der Kostümwettbewerb        | 12. Dezember 2008         |
| 10       | 52        | Обещание                       | Versprochen ist versprochen | 12. Dezember 2008         |
| 11       | 7         | Подарок судьбы                 | Glück muss man haben        | 15. Dezember 2008         |
| 12       | 8         | Кто первый?                    | Der Streit                  | 15. Dezember 2008         |
| 13       | 12        | Как собрать друзей по-быстрому | Pinkys Trick                | 16. Dezember 2008         |
| 14       | 14        | Коллекция                      | Der Sammler                 | 16. Dezember 2008         |
| 15       | 12        | День рождения Нюши             | Pinkys Geburtstag           | 17. Dezember 2008         |
| 16       | 26        | Рецепт хорошего отдыха         | Olgas geheimes Rezeptbuch   | 17. Dezember 2008         |

## Synchronisation
| Rolle                 | russische Sprecher     | deutsche Sprecher  |
| --------------------- | ---------------------- | ------------------ |
| Krosch (Jumpy)        | Anton Winogradow       |                    |
| Njuscha (Pinky)       | Swetlana Pismitschenko | Sonja Reichelt     |
| Barasch (Fluff)       | Wadim Botschanow       | Dirk Meyer         |
| Joschik (Yoshi)       | Wladimir Postnikow     |                    |
| Kar-Karytsch (BigBig) | Sergei Mardar          |                    |
| Sowunja (Olga)        | Sergei Mardar          | Susanne von Medvey |
| Lossjasch (Eldoc)     | Michail Tschernjak     |                    |
| Kopatytsch (Berry)    | Michail Tschernjak     | Willi Röbke        |
| Pin                   | Michail Tschernjak     |                    |
| Erzähler              | verschiedene           |                    |